# 피렌체 대성당

조토의 종탑이 있는 피렌체 대성당 전경

왼쪽 현관의 세부.

피렌체 대성당(이탈리아어: Duomo di Firenze 두오모 디 피렌체[*])은 이탈리아의 피렌체에 있는 대성당(두오모)이다. 정식 명칭은 산타 마리아 델 피오레 대성당(이탈리아어: Cattedrale di Santa Maria del Fiore 카테드랄레 디 산타 마리아 델 피오레[*]→꽃의 성모 마리아 대성당)이다. 필리포 브루넬레스키가 설계한 돔으로 유명하며, 실외는 하얀색으로 윤곽선을 두른 초록색과 분홍색의 대리석 판으로 마감되어 있다.

## 역사
피렌체 대성당은 이전에 산타 레파라타 성당이 있던 자리에 지어졌고(피렌체 시민들은 이 성당을 재건축 이후에도 간혹 이전의 이름으로 불렀음), 피사와 시에나에 새로 지어진 성당들에 자극을 받아 건설되었다. 13세기 말, 당시의 상황을 《신간 연대기》(Nuova Cronica)에 저술한 조반니 빌라니(1276~1348)에 따르면 이미 900년 정도 된 산타 레파라타 성당(Santa Reparata, Florence)은 점점 붕괴하고 있었다. 게다가 인구가 급증하던 이 시기의 피렌체에 비해 성당은 너무 작았다. 점점 번영하던 피렌체에는 성 베드로 대성당이나 세인트 폴 대성당, 세비야 대성당, 밀라노 대성당 등과 맞먹는 규모의 성당이 필요했다.
새로운 성당은 아르놀포 디 캄비오가 1296년에 (설계안은 여러 번 바뀌고 나중에는 규모가 작아지기는 했지만) 설계했다. 아르놀포 디 캄비오는 산타 크로체 성당과 베키오 궁전의 건축가였다. 그는 세 개의 넓은 중랑(中廊)이 팔각형 돔 아래에서 끝나도록 디자인했으며, 가운데 중랑은 산타 레파라타 성당의 영역을 감싸도록 했다. 피렌체에 파견된 첫 교황 사절이었던 발레리아나 추기경에 의해 1296년 9월 9일 첫 공사에 들어갔다. 이 방대한 프로젝트는 140여 년간 계속되었으며, 여러 세대에 걸친 노력이 필요했다.

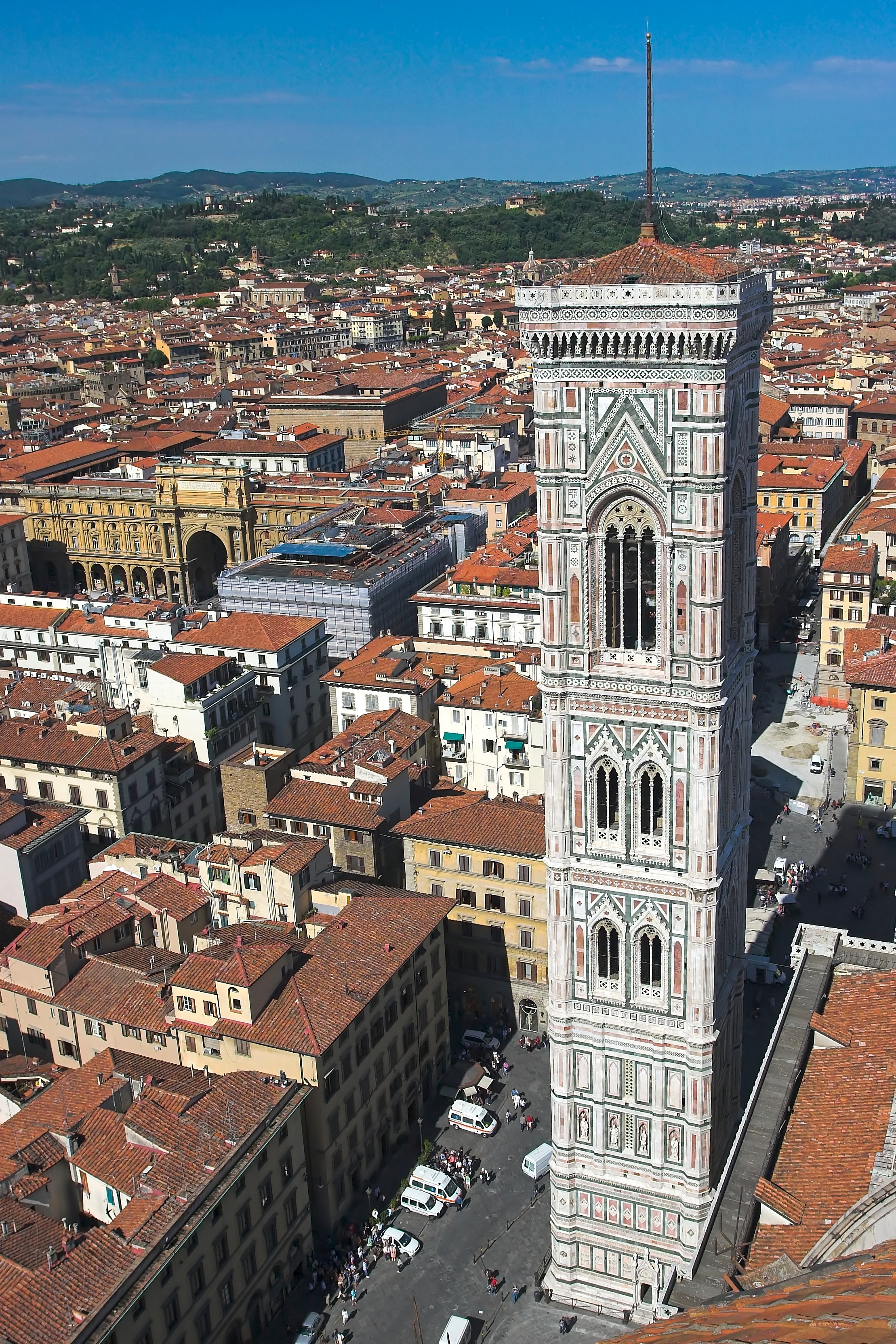
피렌체에 있는 조토의 종탑

아르놀포가 1302년에 사망하자 대성당의 공사는 30년간 미루어졌다. 1330년 성 제노비오의 성유물이 발견되면서 공사는 다시 활기를 되찾았다. 1331년 아르테 델라 라나(Arte della Lana, 양모 상인 길드)가 이 공사의 독점적 후원자가 되었고 1334년에는 조토 디 본도네가 공사를 감독하게 되었다. 안드레아 피사노의 조력으로 조토는 캄비오의 설계를 계속 이어갈 수 있었다. 조토의 주요 성과는 종탑 건물을 만든 것이다. 조토가 1337년 죽고 나서도 안드레아 피사노는 계속 건물을 만들었으나, 1348년 흑사병으로 공사가 중단되었다.
1349년 대성당 공사가 재개되어 프란체스코 탈렌티는 종탑을 완성하고 전체 프로젝트를 후진(後陣)과 측면 경당까지 포함하도록 확대했다. 1359년 조반니 디 라포 기니(1360–1369)가 탈렌티의 뒤를 이어 가운데 중랑을 네 개의 정사각형 베이로 나누었다. 그 밖에 알베르토 아르놀디, 조반니 담브로조, 네리 디 피오라반테, 오르카냐 등의 건축가가 참여했다. 1375년에 낡은 산타 레파라타 성당이 헐렸다. 네이브는 1380년 완성되었고, 1418년 오직 돔만이 미완성 상태였다.
실외벽은 수직과 수평으로 교대하는 여러 색의 대리석 배열로 되어 있는데 카라라(하얀색), 프라토(초록색), 시에나(붉은색), 라벤차 등 기타 다른 도시에서 가져온 것이다. 이 대리석 배열은 이미 존재한 인접한 산 조반니 세례당과 조토의 종탑의 벽에 있는 배열이 그대로 반복되었다. 측면에는 카노니치(Canonici)의 문(남쪽)과 만도를라(Mandorla)의 문, 이 두 문이 있다. 이 문들은 난니 디 방코, 도나텔로, 야코포 델라 퀘르차의 작품들로 장식되어 있다. 섬세한 트레이서리(고딕식 건축에 창에 붙이는 장식 격자)와 장식이 있는 여섯 개의 측면 창은 필라스터(벽체에서 돌출한 기둥)들로 나뉘어 있다. 익랑(翼廊)에서 가까운 네 개의 창문만이 빛을 받아들이고, 두 개의 다른 창문은 단지 장식일 뿐이다. 클리어스토리 창(고측창, 높은 곳에서 빛을 받아 들이는 창)은 둥근 모양으로 이탈리아 고딕의 전형적인 특징을 보여준다. 대성당의 바닥은 16세기에 대리석 타일로 만들어졌다.
피렌체 의회의 소재지였던 이 대성당은 지롤라모 사보나롤라가 설교하였고, 줄리아노 데 메디치가 1478년 4월 26일 부활절에 살해당하기도 하였다(함께 있던 로렌초 데 메디치는 겨우 목숨을 건졌음).

## 돔

브루넬레스키는 건축가로서 돔을 건설하면서 성당과 피렌체 시를 변형시켰다.

15세기 초 대성당의 원통형 부분이 건설되었다. 그러나 성단소 위의 42m의 넓은 공간은 1367년부터 이미 벽돌 모형이 존재했음에도 아직 팔각형의 돔(쿠폴라)을 갖고 있지 않았다.
1419년 아르테 델라 라나(양모 상인 길드)는 대성당 돔의 설계안을 공모하는 대회를 열었다. 참여자들 가운데 주요 인물이 두 사람 있었는데 피렌체 세례당의 ‘하늘나라의 문’으로 유명한 로렌초 기베르티와 코지모 데 메디치 (코지모 일 베키오)의 후원을 받는 필리포 브루넬레스키였다. 이 대회에서 브루넬레스키가 당선되어 설계 의뢰를 맡게 된다.
석재 돔을 건설하는 것은 많은 기술적 문제를 일으켰다. 브루넬레스키는 판테온의 거대한 돔에서 영감을 얻으려 했으나, 콘크리트 사용법은 이미 없어진 지 오래였다. 브루넬레스키는 벽돌을 가지고 돔을 만들어야 했다. 자신의 돔이 어떻게 생겼는지 보여주려고 그는 도나텔로와 난니 디 방코의 도움으로 나무와 벽돌로 된 모형을 만들었다(오페라 델 두오모 박물관에 전시되어 있음). 브루넬레스키는 아슬아슬하게 당선되었다. 그의 모형은 장인들에게 길잡이가 되어 주었으나, 그가 건설 과정을 확실히 통제할 수 있도록 의도적으로 불완전한 상태였다.

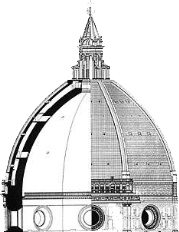
피렌체 대성당 돔의 단면도

브루넬레스키의 해결책은 천재적인 동시에 전례가 없었다. 지붕 위가 아니라 드럼에 얹혀졌으며 이중벽 구조의 8각으로 디자인된 독특한 형태의 돔으로, 지면으로부터 비계를 설치하지 않고 전체 돔을 만들 수 있었으며, 또한 이것은 홍예가 없이 건축된 최초의 커다란 돔이었다. 그러나 돔이 외부에 지지해주는 버팀 벽도 하나도 없이 드럼에 얹혀졌기 때문에, 돔의 기초에서 옆까지 수평인장력이 발생할 수 밖에 없었다. 돔의 안전을 위해 브루넬레스키는 돔의 기초에 나무와 철의 세트로 된 수평으로 팽팽한 사슬을 만들었다.
이 거대한 구조물의 무게는 37,000톤이고 4백만 개 이상의 벽돌이 사용되었다. 그는 구조물을 만들면서 여러 모형과 세부 도면을 만들었다. 브루넬레스키는 무거운 돌을 들어 올리는 특수한 기계를 만들었다. 이런 특별하게 설계된 기계들과 탁월한 석공 기술은 브루넬레스키의 건축에 있어서 극적인 공헌이었다. 가장 안쪽의 이중벽 안에 있는 원뿔 표면 위의 원을 베끼는 능력은 스스로 지탱하는 수평 아치의 건설이 가능하게 만들었고, 기하학적 이유로 원형의 평면은 이러한 건립 과정에 필요했다.
브루넬레스키의 조수로 임명된 기베르티는 이런 계획을 무시했고 말도 안 된다고 말했다. 크게 공격받은 브루넬레스키는 아픈 척하면서 로마로 떠나 기베르티에게 이 계획을 넘겨주었다. 그러나 곧 기베르티는 곧 전체 계획이 자신의 능력을 벗어난다는 것을 시인했다. 1423년 브루넬레스키가 돌아와 독점적인 책무를 인계받았다.
돔 공사는 1420년에 시작되어 1436년에 완성되었다. 대성당은 교황 에우제니오 4세가 1436년 3월 25일 축성(祝聖)하였다. 이 돔은 역사상 최초의 팔각형 돔으로 (원형 돔인 로마의 판테온이 117년~128년 원형 돔으로 지지구조와 함께 지어졌음) 목재 지지구조 없이 지어졌고 그 당시 가장 거대한 돔이었으며, 오늘날에도 세계에서 가장 큰 석재 돔이다. 이 돔은 르네상스의 가장 인상적인 프로젝트들 가운데 하나로 손꼽힌다.
브루넬레스키가 돔 위에 랜턴(돔 위의 위에서 빛을 받아들이는 작은 첨탑)을 어떻게 올려놓을지는 의문시되었고, 그는 다른 설계경기에도 참가해야 했다. 그는 경쟁자인 로렌초 기베르티와 안토니오 차케리를 꺾고 설계경기에 당선되었다. 그는 사방으로 뻗은 버트레스와 여덟 개의 높은 아치 창(현재 대성당 부속 미술관에 전시되어 있음)과 함께 있는 팔각형의 랜턴을 디자인했다. 랜턴의 건설은 1446년 브루넬레스키가 사망하기 몇 달 전에 시작되었다. 그리고 15년간 공사는 조금밖에 진척되지 못했는데, 여러 건축가의 잦은 설계 변경 때문이었다. 랜턴은 브루넬레스키의 친구인 미켈로초가 1461년 결국 완성하였다. 원뿔 형태의 천장에는 도금된 구리 공과 십자가가 씌워졌는데, 성 유물을 포함하여 1469년 베로키오가 완성하였다. 대성당의 돔과 랜턴의 총 높이는 114.5m에 육박한다. 구리 공은 1600년 7월 17일 벼락을 맞고 떨어져 버렸다. 2년 뒤에 이 공은 더 큰 것으로 교체되었다.
구리 공을 랜턴 위에 놓는 작업은 조각가인 안드레아 델 베로키오가 맡았는데, 당시 그의 작업실에는 레오나르도 다 빈치가 젊은 수습생으로 있었다. 필리포 브루넬레스키의 기계에 자극받아 베로키오는 자기가 만든 공을 들어 올리려고 했는데, 레오나르도가 이 기계를 위한 여러 스케치를 그려 주었다. 그 때문에 레오나르도의 발명품 가운데 일부로 여겨지기도 한다.
바치오 다뇰로가 맡은 드럼 갤러리의 장식은 미켈란젤로의 반대로 완성되지 못하였다.
브루넬레스키의 거대한 상은 대성당 광장에 있는 카노니치 궁전 바깥에 앉아서 자신의 가장 위대한 업적이며 영원히 피렌체 전경의 중심이 될 돔을 생각에 잠긴 시선으로 보고 있다. 돔이 세워지고서 150년 이후 미켈란젤로가 설계한 바티칸 시국의 성 베드로 대성당의 돔이 이 돔의 규모를 뛰어넘게 된다.
대성당 건물은 1296년 아르놀포 디 캄비오의 설계안으로 시작하여 1469년 베로키오가 랜턴 꼭대기에 구리로 된 구를 설치하면서 완성되었다. 그러나 전면은 19세기까지도 아직 미완성이었다.

## 전면

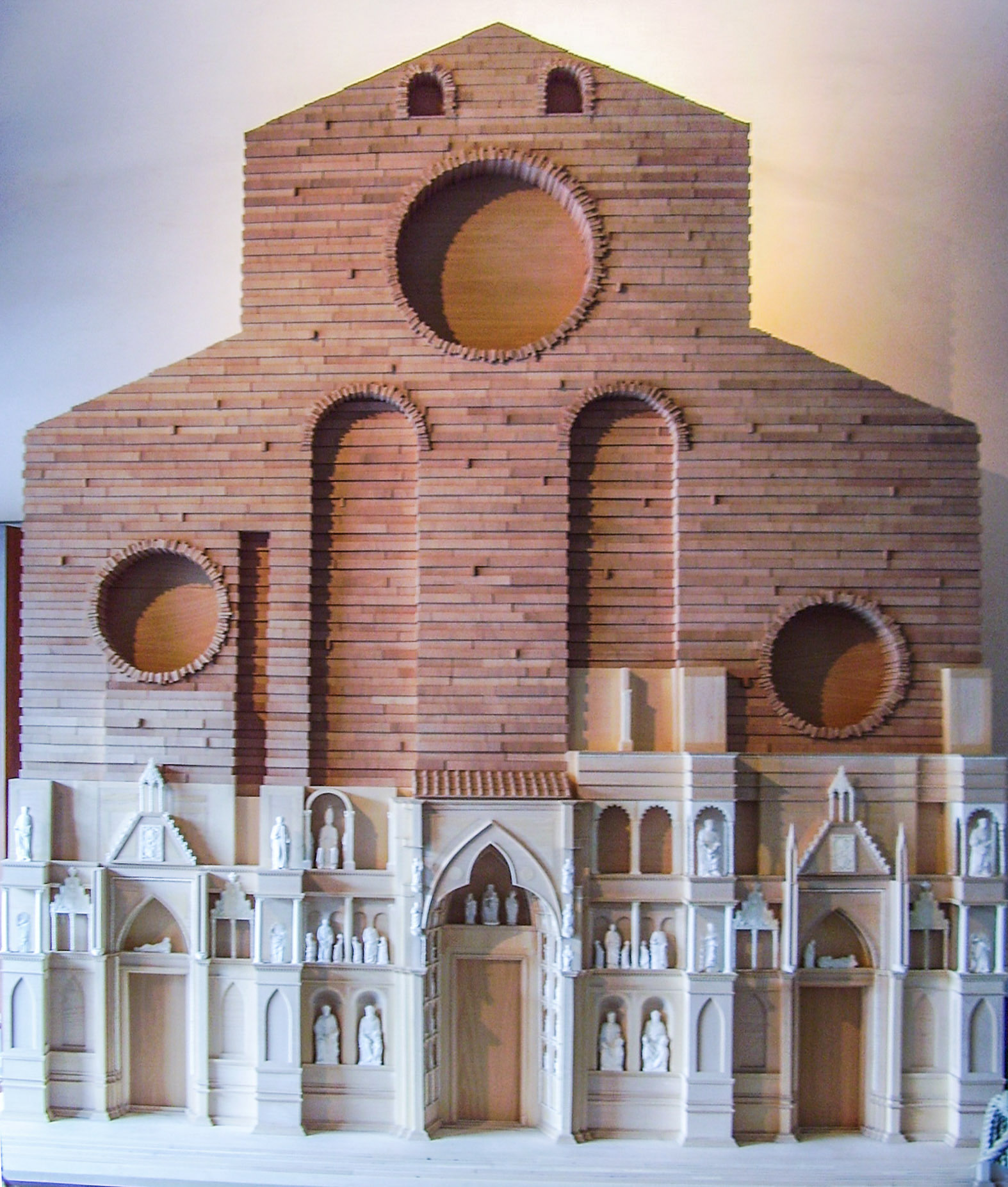
아르놀포 디 캄비오의 전면.

청동 문에 새겨진 천사들의 모습.

원래의 전면(파사드)은 아르놀포 디 캄비오가 디자인했고, 일반적으로 조토의 공적으로 알려졌다. 전면 제작은 조토가 사망한 지 20년 후에 시작되었다. 15세기 중반 펜과 잉크로 된 전면 스케치(조토의 전면이라고 불렸던)는 코덱스 루스티치(Codex Rustici)가 시작되었고, 베르나르디노 포체티의 스케치(1587)가 있는데 이 둘 다 대성당 부속 미술관에 전시되어 있다. 전면은 여러 예술가의 예술을 집대성하였으며, 이들 중에는 안드레아 오르카냐와 타데오 가디도 있다. 맨 처음의 전면은 아랫부분만 완성되어 있었고 나머지는 아직 미완성이었다. 이 전면은 1587년에서 1588년에 피렌체의 메디치 궁정의 건축가인 베르나르도 부오탈렌티가 프란체스코 1세 데 메디치 대공의 명령으로 분해했는데, 이 전면 부분이 르네상스 시대와 맞지 않아 보였기 때문이었다. 원래 있던 조각들 대부분은 대성당 뒤에 있는 오페라 델 두오모 박물관에 전시되어 있다. 나머지 것들은 현재 베를린 박물관이나 루브르 박물관에 소장되어 있다. 전면을 새로 설계하는 현상설계는 거대한 부패 사건으로 변질하였다. 부오탈렌티의 나무로 된 정면 모형은 오페라 델 두오모 박물관에 전시되어 있다. 이후 몇 년간 (조반니 안토니오 도시오, 조반니 데 메디치와 알레산드로 피에로니와 잠볼로냐 등의) 몇 가지 새로운 모형들이 제안되었으나 받아들여지지 않았다. 전면은 19세기까지 외관이 장식되지 않은 채로 내버려졌다.

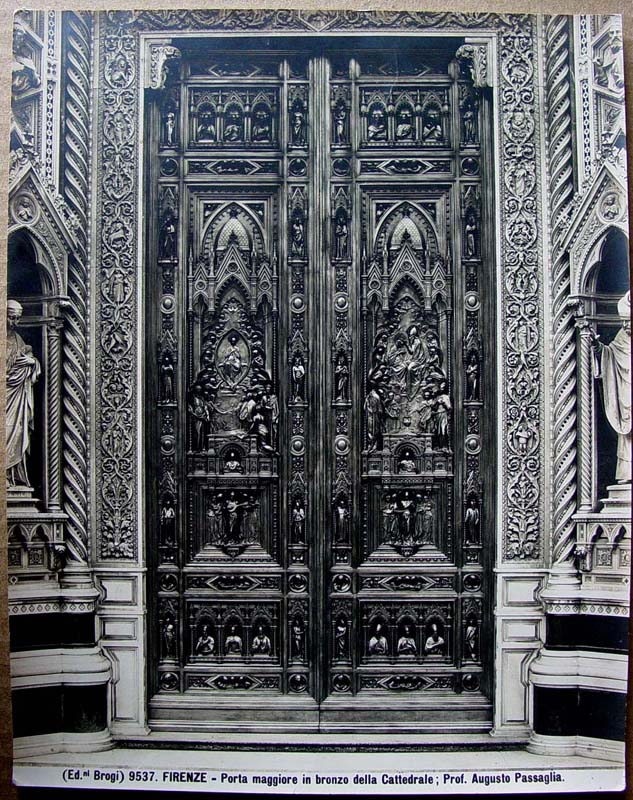
대성당의 정문

1864년 대성당의 새로운 전면에 대한 현상설계가 열렸고, 에밀리오 데 파브리스(1808-1883)의 설계안이 1871년에 당선되었다. 공사는 1876년 시작되었고 1887년 완공되었다. 하얀색과 초록색 그리고 붉은색의 대리석으로 된 이 고딕 양식의 전면으로 대성당과 종탑, 세례당이 조화로운 전체를 이루었다. 그러나 이 전면이 과도하게 장식되었다는 비판도 있다. 전체 전면은 성모 마리아에게 바쳐졌다.

## 주요 입구
세 개의 거대한 청동 문은 1899년에서 1903년 사이의 것이다. 이 문들은 성모 마리아의 삶에서 따온 장면들로 장식되어 있다. 각 문 위의 반원형 공간에 있는 모자이크들은 니콜로 바라비노가 디자인했다. 이 그림들은 왼쪽에서 오른쪽으로 《피렌체 박애 협회의 설립자들의 자비》, 《성모 마리아와 성 요한 세례자와 함께 왕좌에 오른 그리스도》, 《신심에 경의를 표하는 피렌체의 예술가와 상인과 인문주의자들》을 나타낸다. 가운데 정문 위의 박공벽은 티토 사로키의 반 돋을 새김으로 장식되어 있는데, 그 내용은 《꽃으로 장식된 홀을 들고 옥좌에 앉은 마리아》이다.
전면 위에는 열두 사도가 있는 틈새(벽감, 조상 등을 두기 위해 벽이 움푹 들어간 곳)가 있는데, 가운데에는 성모 마리아와 아기 예수가 있다. 장미창과 입구 위쪽과 지붕 사이에 있는 박공의 삼각면 사이에는 위대한 피렌체 예술가들의 흉상들이 있는 갤러리가 있다.

## 내부

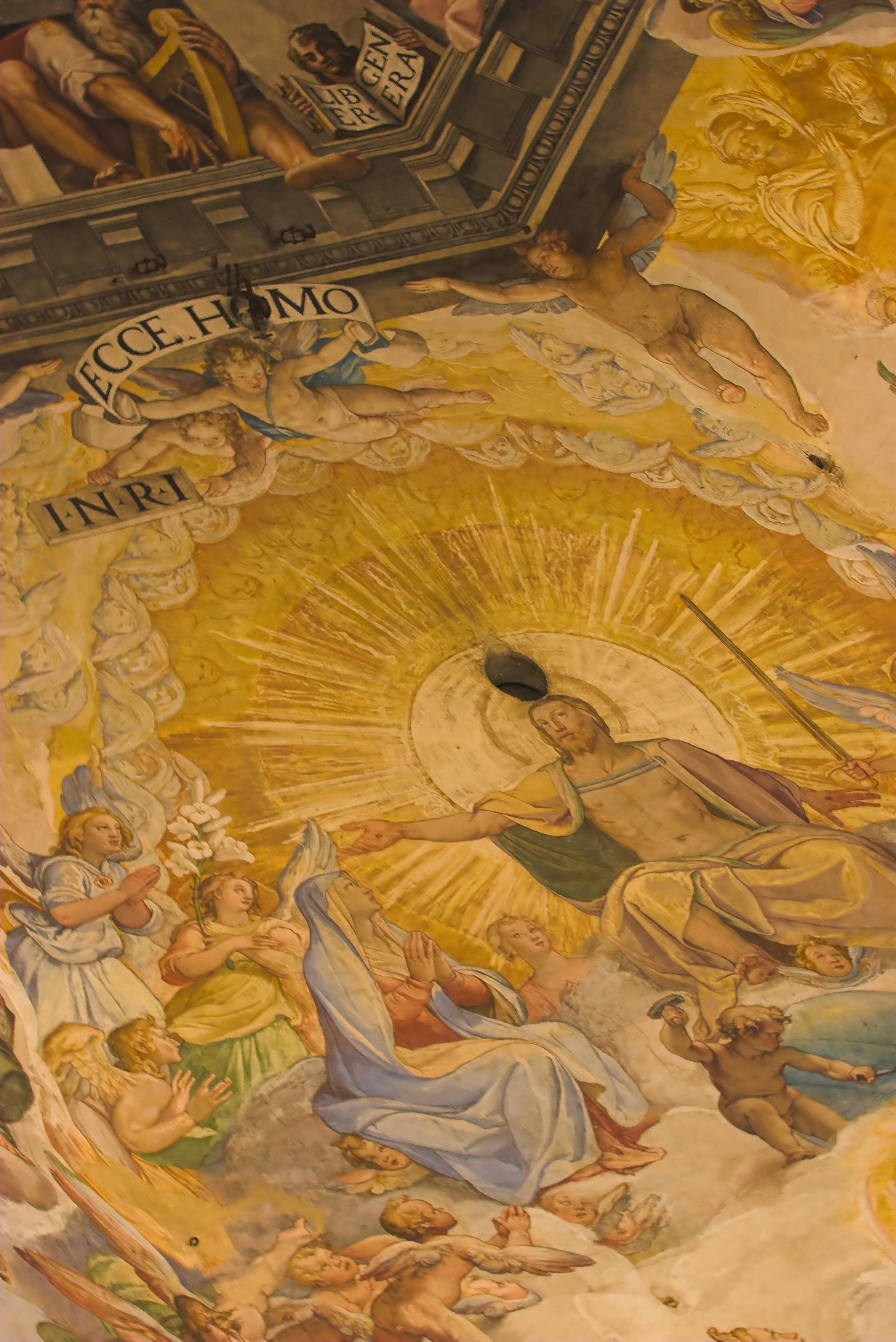
조르조 바사리, 페데리코 추카리의 작품 《마지막 심판》

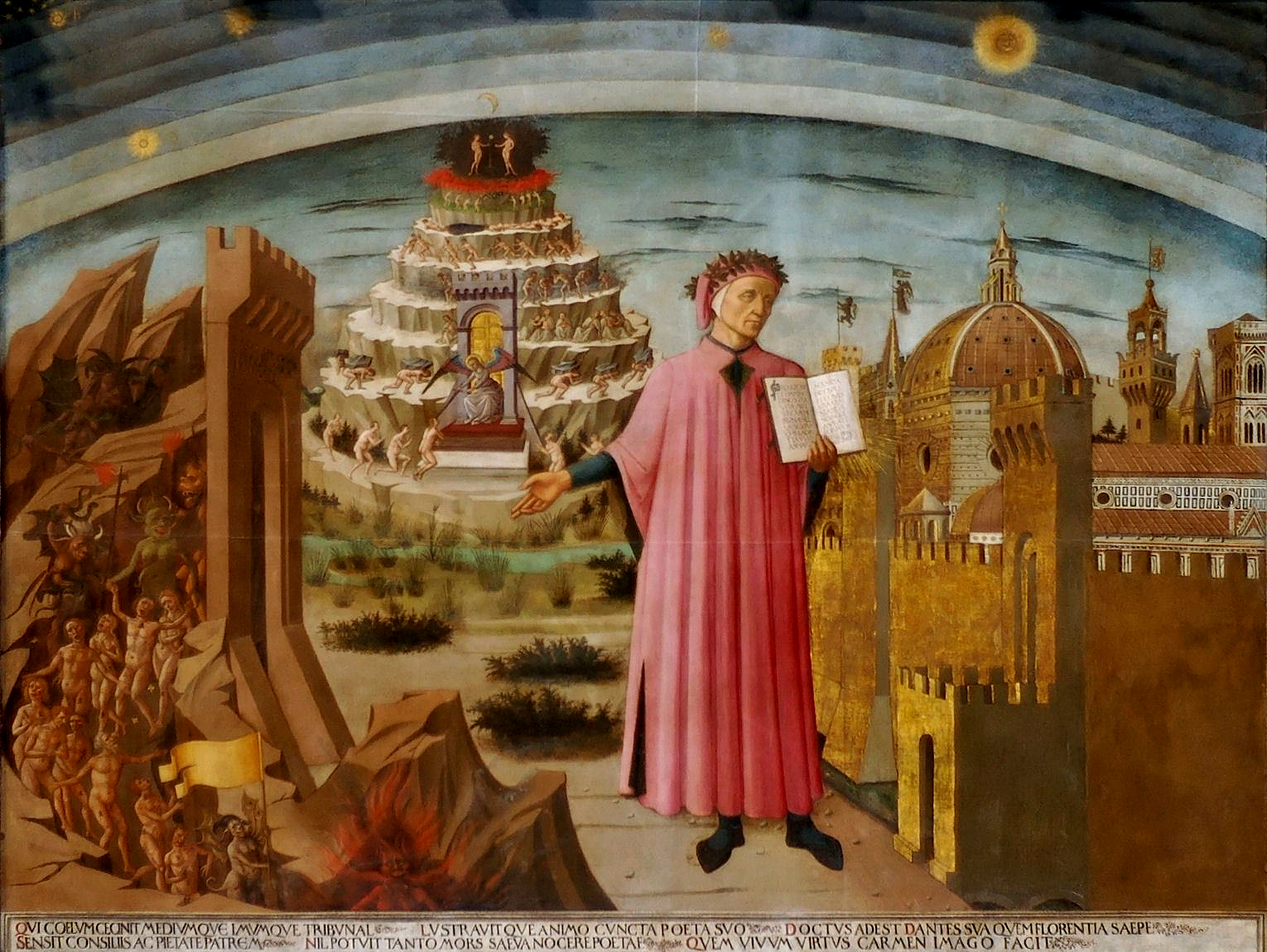
《피렌체를 비추는 신곡》, 도메니코 디 미켈리노

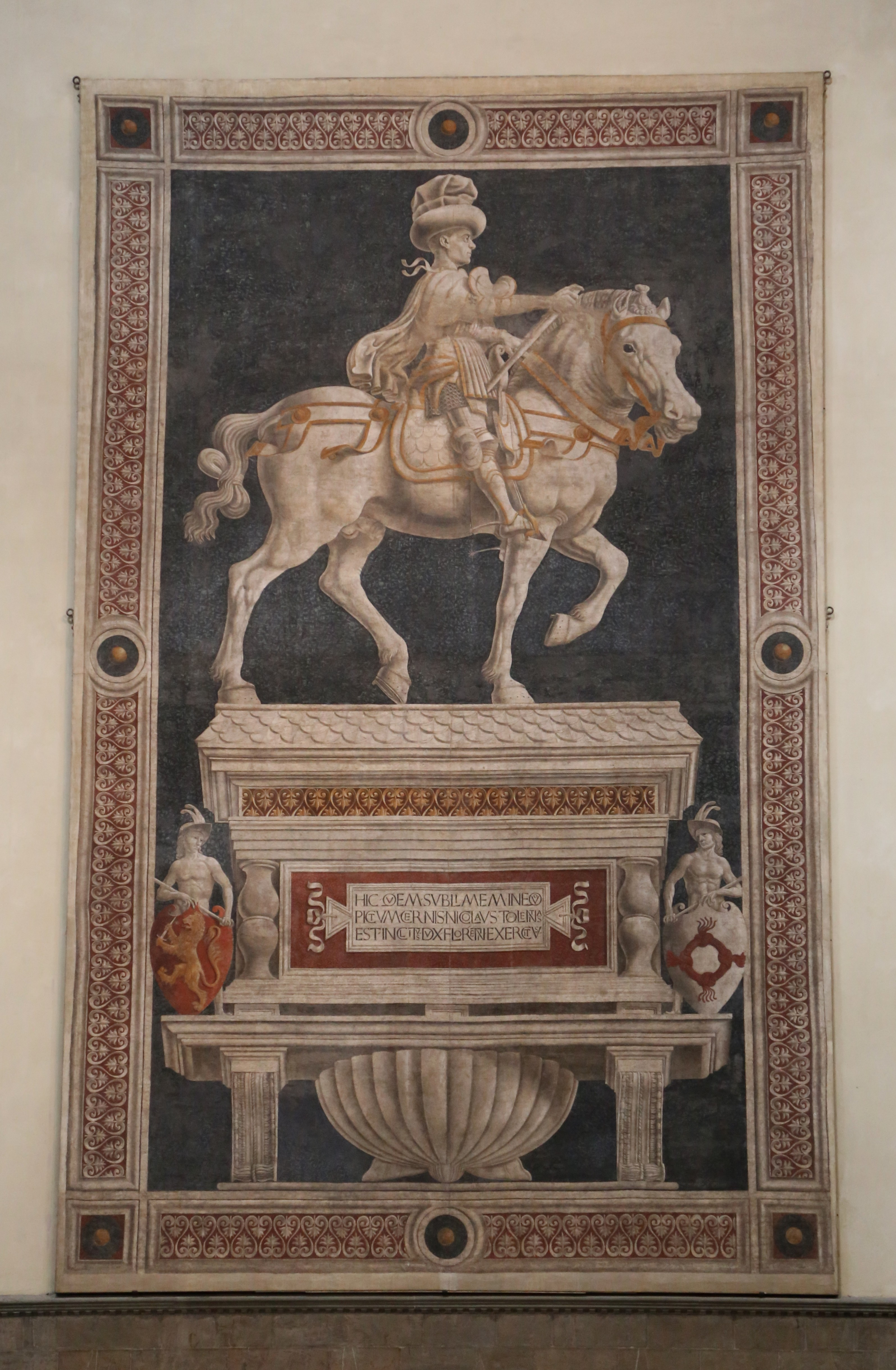
니콜로 다 톨렌티노의 트롱프뢰유.

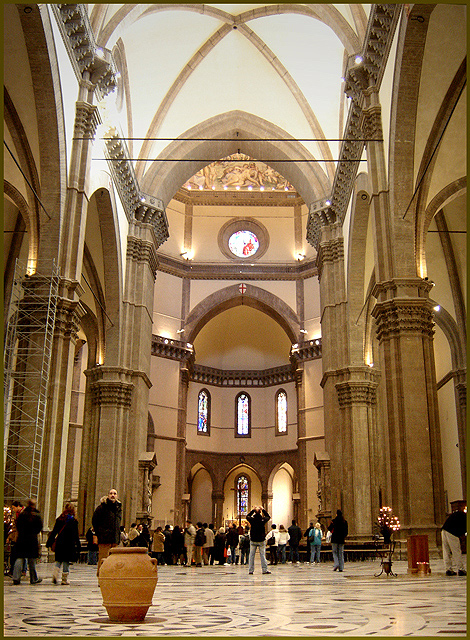
대성당의 내부

피렌체 대성당은 네이브와 두 개의 측랑으로 이루어진 로마 십자가 형태의 바실리카 양식으로 지어졌다. 중랑과 두 개의 측랑은 벽 기둥과 그에 붙어 있는 넓은 첨두 아치(끝이 뾰족한 아치)로 나뉘었는데, 이는 중랑을 네 개의 정사각형 베이로 나누었다.
이 대성당은 153m의 길이, 38m에서 90m에 이르는 폭이라는 거대한 규모를 자랑한다. 측랑에서 아치까지의 높이는 23m이고, 바닥에서 돔 위 랜턴의 열린 부분까지의 높이는 90m에 이른다.
고딕적인 실내는 광대하고 비어 있는 듯한 인상을 준다. 이처럼 대성당 안이 비어 있는 것은 지롤라모 사보나롤라가 설교한 것처럼 종교적 엄격함에 대응한다.
대성당 내부의 많은 장식은 시간이 지나면서 분실되거나 루카 델라 로비아나 도나텔로의 위대한 작품인 성가대석의 연단 등과 같은 작품들은 오페라 델 두오모 박물관으로 옮겨졌다.
이 대성당이 공공기금으로 지어지기는 했지만, 이 건물에는 피렌체의 저명한 인물들이나 군사 지도자들을 찬미하는 예술 작품들도 있다. 이들 작품은 다음과 같다.
- 단테가 신곡을 피렌체의 시민들에게 바치는 장면을 묘사한 《피렌체를 비추는 신곡》. 도메니코 디 미켈리노 작. (1465) 이 그림은 특히 신곡의 장면들에서 벗어나, 단테가 생전에 결코 볼 수 없었던 1465년대 피렌체를 보여준다는 점이 흥미롭다.
- 호크우드 경의 기마상. 파올로 우첼로 작. (1436) 이 그림은 단색에 가까운 프레스코화로 “terra verde”라는 오래된 청동과 가까운 색으로 칠해졌다. 19세기에 캔버스로 옮겨졌다.
- 니콜로 다 톨렌티노의 기마상. 안드레아 델 카스타뇨 작. (1456) 19세기 캔버스에 옮겨진 이 프레스코화는 호크우드 경의 기마상과 같은 양식에 속하며, 대리석에 가까운 색으로 칠해졌다. 그러나 이 작품은 앞의 작품에 비해 장식이 풍부하며 운동감 역시 두드러진다. 두 프레스코화는 용병대장을 의기양양하게 말에 탄 영웅적 인물로 묘사한다. 작품들의 두 화가는 투시도법의 새로운 방식을 적용하여 그리는 데에 문제가 있었다. 그 문제는 그들이 하나의 소실점이 아닌 토대에 하나, 말에 하나, 이렇게 두 개의 소실점을 가지고 있었다는 것이다.
- 조토의 흉상(베네데토 다 마이아노 작), 브루넬레스키의 흉상 (부지아노, 1447), 마르실리오 피치노와 안토니오 스콰르치알루피(유명한 오르간 연주자)의 흉상. 이 흉상들은 모두 15세기에서 16세기 것이다.

정문 위에는 거대한 시계가 있는데, 시계의 네 모서리에는 파울로 우첼로가 1443년에 그린 네 명의 복음사가(마태오, 마르코, 루카, 요한)의 프레스코 초상화가 있다. 바늘이 하나인 이 전례 시계는 24시에 해가 질 때 끝나는 시간 주기인 “이탈리아 시각”(hora italica)의 24시간을 보여준다. 이 시간표는 18세기까지 사용되었다. 이 시계는 당시 만들어져 아직도 작동하는 몇 안 되는 시계 가운데 하나이다.
피렌체 대성당은 특히 마흔네 개의 스테인드글라스 창으로 유명한데, 이것을 만드는 것은 14세기와 15세기 이탈리아의 스테인드글라스 제조 가운데 가장 큰 사업이었다. 측랑 안과 익랑 안의 창들에는 구약성경과 신약성경에 나오는 성인들이 묘사되어 있다. 한편, 돔의 원통형 안과 출입구 위에 있는 둥근 창에는 그리스도와 성모 마리아가 묘사되어 있다. 이들 작품은 도나텔로, 로렌초 기베르티, 파올로 우첼로, 안드레아 델 카스타뇨 등 당시 피렌체의 가장 위대한 예술가들의 작품이다.
시계 위에 있는 둥근 스테인드글라스 창인 《마리아에게 왕관을 씌우시는 그리스도》는 풍부한 색채를 지니고 있으며, 가도 가디가 14세기 초반에 고안했다.
도나텔로는 돔의 원통형 안의 스테인드 글라스 창(《동정 마리아의 대관식》)을 고안했다(신랑에서 볼 수 있는 유일한 창).

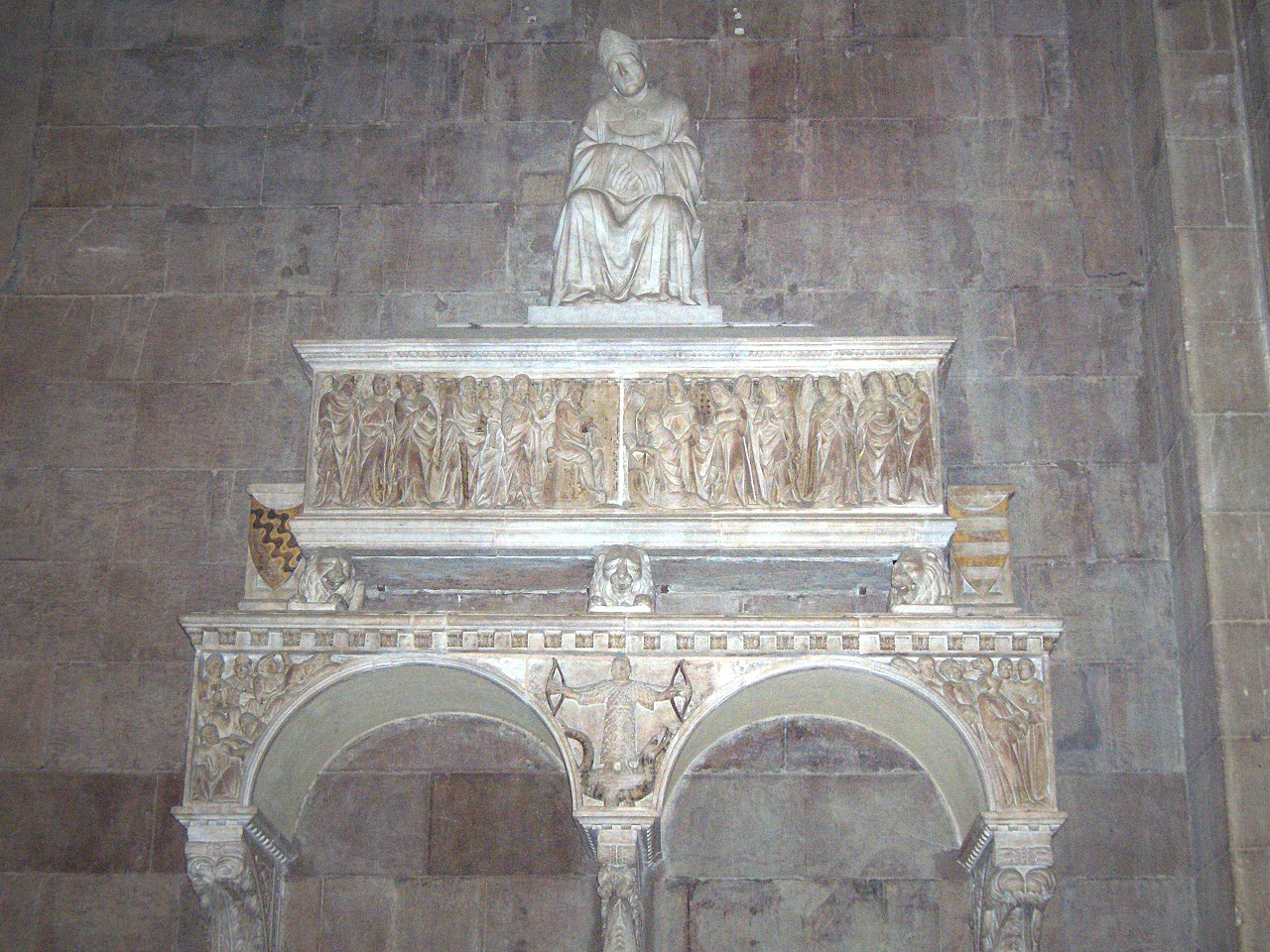
안토니오 오르소의 무덤. (티노 다 카마이노 작)

피렌체 교구장이었던 안토니오 오르소의 장례 기념물(1323)은 티노 다 카마이노의 작품으로, 티노는 당대의 가장 유명한 장례 조각가였다.
중앙 제대에 있는 주교좌 뒤에 있는 십자고상은 베네데토 다 마이아노(1495-1497)의 작품이다. 그리고 이를 둘러싼 성가대석은 바르톨로메오 반디넬리의 작품이다. 열 개의 판으로 된 청동 문은 루카 델라 로비아의 작품으로, 그는 또한 제의실 안에 광택을 낸 두 개의 테라코타상을 만들었다. 두 작품의 이름은 각각 《촛대를 든 천사》와 《그리스도의 부활》이다.
세 후진의 중앙 뒤쪽에는 피렌체 최초의 주교인 성 제노비오의 제대가 있다. 이 은으로 된 성소는 기베르티의 걸작으로 성 제노비오의 성유물이 들어 있는 항아리가 이 안에 있다. 중앙부의 구획은 죽은 어린이를 되살린 그의 기적을 보여준다. 이 성소 위에는 조반니 발두치가 그린 《마지막 만찬》 그림이 있다. 여기에는 또한 16세기의 세밀화가 몬테 디 조반니의 작품인 유리를 붙여 만든 모자이크 패널화가 있었지만, 현재는 오페라 델 두오모 박물관에 전시 중이다.
피렌체 공의 후원 아래 만들어진 색채가 있는 대리석 바닥과 같은 16세기의 많은 장식은 바초 다뇰로와 프란체스코 다 상갈로(1520-26)의 작품이다. 전면에 있던 대리석의 조각들은 뒤집어서 바닥에 사용되었다. (1966년 홍수 이후 바닥을 복원하다가 발견됨)

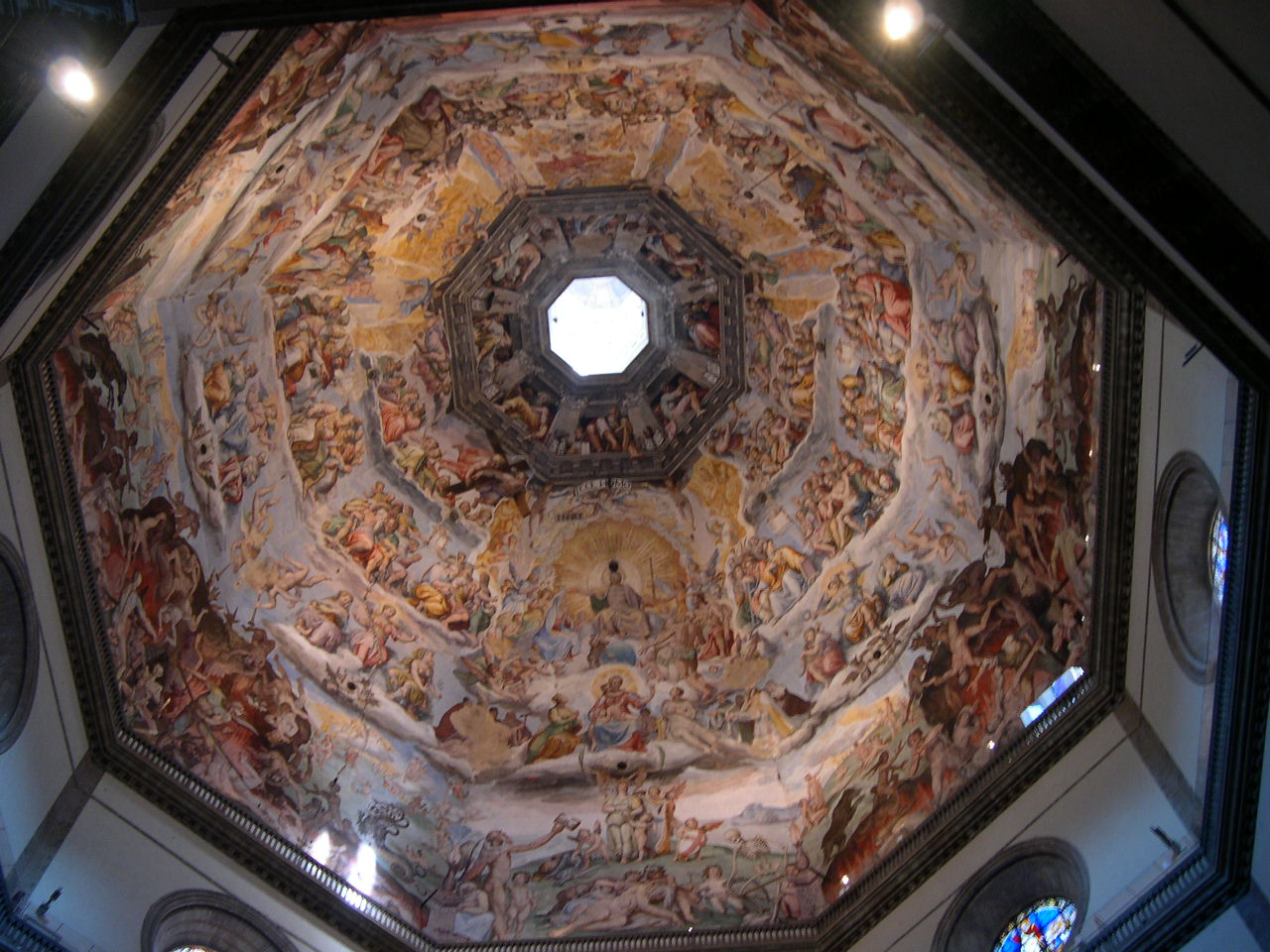
돔 하부에 있는 《마지막 심판》

처음에는 대부분 빛이 랜턴을 통해 드럼의 둥근 창으로 들어오도록 45m 폭의 돔의 실내장식은 모자이크 장식으로 덮을 예정이었다. 브루넬레스키는 찬란한 금과 함께 둥근 천장이 희미하게 빛나야 한다고 했지만, 1446년 그의 죽음으로 계획이 수포로 돌아가 돔 내부는 하얀색으로 칠해졌다. 피렌체의 코시모 1세 대공은 돔에 마지막 심판의 그림을 묘사하도록 결정했다. 3,600m2의 넓이에 채색할 이 방대한 작업은 조르조 바사리와 페데리코 추카리가 1568년에 시작했으며, 1579년까지 계속되었다. 랜턴에서 가까운 위쪽 부분은 요한의 묵시록 4장의 스물네 명의 장로를 묘사한 것으로 1574년 바사리가 자신이 죽기 전에 완성했다. 페데리코 추카리와 도메니코 크레스티와 같은 그 협력자들은 다른 부분들을 완성했는데 그 작업은 아래와 같다. (위에서부터 아래로) 《천사들의 합창》, 《그리스도》, 《마리아》, 《성인들》, 《덕》, 《성령의 선물들》, 《더없는 행복》, 그리고 돔의 맨 아랫부분에는 《중대한 죄와 지옥》이 있다. 이 프레스코화들은 추카리의 가장 위대한 작품들로 꼽힌다. 그러나 작품의 질은 시기별 예술가의 수급과 그들의 서로 다른 기교들 때문에 균질하지 않다. 바사리는 회반죽이 마르기 전에 그리는 “프레스코(buon fresco)” 기법으로 그렸지만, 추카리는 회반죽이 마른 후 그리는 “프레스코-세코(Fresco-secco)” 기법으로 그렸다.

## 지하실

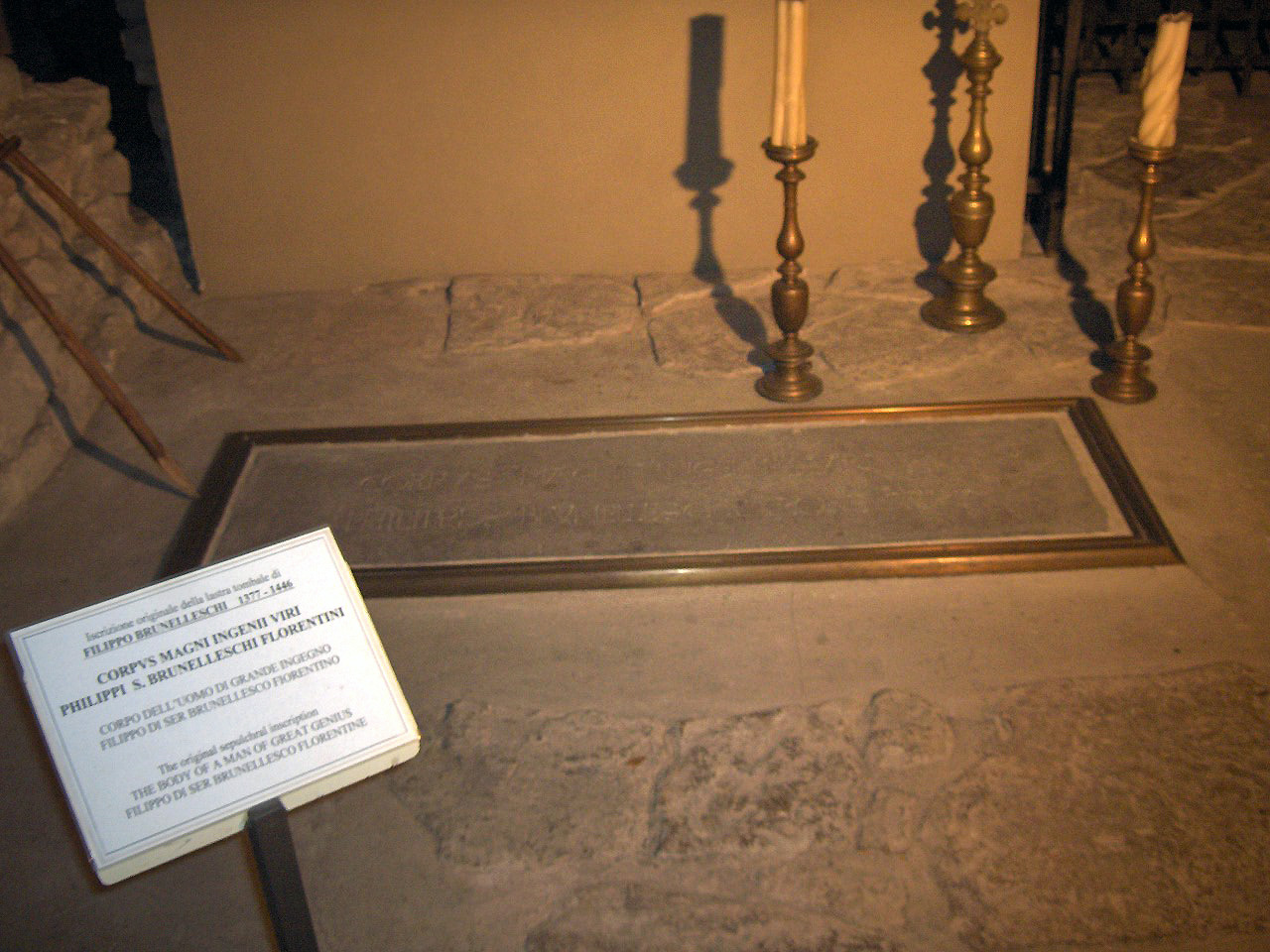
필리포 브루넬레스키의 무덤.

대성당은 1965년부터 1974년 어렵게 발굴되었다. 지하의 볼트(vault)들은 수백 년에 걸쳐 피렌체 주교들을 매장할 때 사용되었다.
최근에 이 거대한 영역의 고고학적 역사가 재현되었다. 이는 로마 가옥의 유적, 초기 기독교 시대의 포장도로, 이전에 있던 산타 레파라타 성당의 폐허와 뒤를 잇는 이 교회의 확장이 다 드러난 것이다. 입구에서 가까운 곳인 지하실 일부분에 브루넬레스키의 무덤이 있다. 이 건축가가 이처럼 훌륭한 매장 장소에 묻혔다는 것은 그가 피렌체에서 높은 평가를 받았다는 증거이다.